# جوان جکسون (شناگر)
جوان جکسون (به انگلیسی: Joanne Jackson) (زادهٔ ۱۲ سپتامبر ۱۹۸۶) شناگر اهل بریتانیا است.